# Казоне ди Ламијера (Падова)
Казоне ди Ламијера је насеље у Италији у округу Падова, региону Венето.
Према процени из 2011. у насељу је живело 14 становника. Насеље се налази на надморској висини од -3 м.